# Rhotana inoptata
Rhotana inoptata är en insektsart som beskrevs av Yang och Wu 1993. Rhotana inoptata ingår i släktet Rhotana och familjen Derbidae. Inga underarter finns listade i Catalogue of Life.